# Hermine Naghdalyan
Hermine Naghdalyan (en arménien : Հերմինե Նաղդալյան), née le 28 juillet 1960 à Erevan en Arménie, est une économiste et femme politique arménienne. 
Élue députée en 1995, elle est élue en 2012 vice-présidente de l'Assemblée nationale d'Arménie. Elle devient en 2016 vice-présidente de l'Assemblée parlementaire du Conseil de l'Europe.

## Biographie
Hermine Naghdalyan est née le 28 juillet 1960 à Erevan, la capitale de l'Arménie. Elle est titulaire d'un doctorat en économie de l'Institut d'économie nationale d'Erevan.
Hermine Naghdalyan a été élue à l'Assemblée nationale pour représenter le 49e district électoral, pour le Parti républicain d'Arménie, en 1995. Elle est membre de la Commission permanente des affaires d'État et juridiques, et de la Commission permanente des affaires économiques. Le 31 mai 2012, elle a été élue vice-présidente de l'Assemblée nationale. En 2014, elle est devenue de facto temporairement la présidente de la république d'Arménie pendant trois jours, pendant que le président Serge Sarkissian et le président Hovik Abrahamian étaient à l'extérieur du pays.
Elle était à la tête du groupe d'amitié parlementaire Arménie-États-Unis. En 2015, l'ambassadeur Richard M. Mills Jr a appelé à sa démission en raison de son appartenance au club russe « Griboyedov » et elle a présenté sa démission de ce groupe.
Hermine Naghdalyan est à la tête de la délégation arménienne à l'Assemblée parlementaire du Conseil de l'Europe (APCE),. Le 25 février 2011, elle a été élue présidente de la commission des affaires économiques et du développement de l'APCE et en janvier 2016, elle est devenue vice-présidente de l'Assemblée parlementaire du Conseil de l'Europe, présidant la session d'automne.
Hermine Naghdalyan est à la tête du Conseil des femmes du Parti républicain, membre observateur élu du Parti populaire européen.

## Vie privée
Hermine Naghdalyan est mariée à Davit Beglaryan, et ils ont cinq enfants,. En 2016, leur entreprise Sisian BUAT a reçu un contrat du gouvernement pour des travaux de construction de routes d'une valeur de plus de 636 millions de drams, soit 1,3 million de dollars.

## Récompenses
- Médaille Mkhitar Gosh 2011[11].
- Ordre d'amitié de la fédération de Russie, 2014[12].